# 松平義昌
松平 義昌（まつだいら よしまさ）は、江戸時代前期から中期にかけての大名。陸奥国梁川藩の初代藩主。大窪松平家（梁川松平家）の祖。

## 経歴
慶安4年（1651年）、尾張藩の第2代藩主・徳川光友の3男として誕生。寛文11年（1671年）6月8日、丹羽光重の娘と婚姻し、大窪邸に移り大窪松平家と通称されるようになる。延宝6年（1678年）7月26日、儀利から義昌に改名。
寛文6年（1666年）3月28日、従四位下出雲守左近衛少将に任じられる。天和3年（1683年）8月、幕府より3万石を与えられて、尾張藩の御連枝（分家）として陸奥梁川藩を立藩。領地に赴くことなく江戸に定府し、名古屋城下にも邸を構えた。城下町の建設や役人制度、新田開発、検地などに努めて藩政を確立した。一方、物価高騰による藩財政の窮乏から、元禄8年（1695年）以降にたびたび年貢率を引き上げ、新たに課役を設けるなどしたため、農民の負担も重くした。元禄6年（1693年）8月1日、江戸本庄に御下屋敷5,000坪を拝領。
正徳3年（1713年）正月から病を得て、閏5月20日に死去。跡を5男・義賢（義方）が継いだ。

## 系譜
子女は8男6女。
- 父：徳川光友（1625-1700）
- 母：勘解由小路 - 松寿院、樋口信孝娘
- 養母：霊仙院 - 千代姫、徳川家光長女、光友御簾中（正室）
- 正室：久勝院 - 丹羽光重の娘
- 側室：副田氏
  - 五男：松平義方（1686-1721）
- 生母不明の子女
  - 長男：松平茂林院 - 早世
  - 次男：松平徳雲院 - 早世
  - 長女：稲姫 - 伊東祐崇側室
  - 次女：春林院 - 早世
  - 三女：沖姫 - 早世
  - 三男：松平友太郎 - 悟慎院：早世
  - 四女：和姫 - 心光院：早世
  - 四男：松平萬次郎 - 寳林院：早世
  - 六男：松平義武 - 安窓院・長次郎・伊織・義喬
  - 五女：法智院 - 早世
  - 六女：富姫 - 珠月院、早世
  - 七男：松平理體院 - 早世
  - 八男：松平春梢院 - 早世
- 養子
  - 女子：内藤政貞正室 - 織田信武娘
  - 女子：榮姫 - 内藤政貞継室、櫛笥隆賀娘

## 史料
- 『尾張徳川家系譜』
- 『徳川実紀』
- 『尾藩世記』